# Panax
Panax L. è un genere di piante della famiglia delle Araliacee, comunemente note come ginseng.

## Etimologia
Il termine Panax è latino (panax, panacis) ed è derivato dal greco παν ἀκέια, pan (tutto) akèia (cura, rimedio), termine dal quale viene anche la parola latina e italiana panacea, panaceae, cioè rimedio a tutti i mali. Il termine ginseng viene dal cinese 人蔘/人参, (pinyin: rénshēn), ossia pianta dell'uomo.

## Descrizione
Allo stato selvatico le piante crescono a gruppi, propagandosi dai semi caduti dalla pianta madre.
Quando cresce naturalmente il seme del ginseng ha un tempo di germinazione notevolmente lungo. Germoglia all'inizio della primavera, dopo essere rimasto sotto terra da 18 a 21 mesi. Anche i tempi di crescita sono lunghi: il primo anno il germoglio rimane a soli 5 centimetri da terra e porta solamente tre piccole foglie ovali e dentellate. In autunno lo stelo e le foglie cadono, lasciando una sorta di cicatrice sul rizoma della pianta.
Il rizoma è una specie di fusto sotterraneo, che nel ginseng si definisce “collo”. Contando il numero di cicatrici sul collo della radice si può risalire all'età della pianta.
Al terzo anno di crescita la pianta raggiunge i 20 cm circa e porta tre gruppi di foglie, ciascuno formato da cinque foglie (quinquefolium). Al quarto anno raggiunge i 40 cm con cinque gruppi di foglie.
La radice del ginseng, carnosa e fusiforme, di colore giallo paglierino, con un caratteristico sapore amarognolo, è caratterizzata dall'avere varie forme: drago, bambino e uomo; quest'ultima è considerata la più pregiata.
La radice del Panax ginseng è commestibile.

## Distribuzione e habitat
Il genere ha un areale disgiunto che comprende il versante orientale del Nord America (Canada e Stati Uniti) e l'Asia orientale (dall'Himalaya sino alla Russia orientale, Corea, Cina, Thailandia e Vietnam).

## Tassonomia
Il genere comprende le seguenti specie:
- Panax arunachalensis Taram, A.P.Das & Tag
- Panax assamicus R.N.Banerjee
- Panax bipinnatifidus Seem.
- Panax ginseng C.A.Mey.
- Panax japonicus (T.Nees) C.A.Mey.
- Panax notoginseng (Burkill) F.H.Chen
- Panax pseudoginseng Wall.
- Panax quinquefolius L.
- Panax siamensis J.Wen
- Panax sokpayensis Shiva K.Sharma & Pandit
- Panax stipuleanatus H.T.Tsai & K.M.Feng
- Panax trifolius L.
- Panax vietnamensis Ha & Grushv.
- Panax wangianus S.C.Sun
- Panax zingiberensis C.Y.Wu & Feng

## Proprietà
Il ginseng è caratterizzato dalla presenza dei ginsenosidi.
I principi attivi del ginseng risultano essere saponosidi triterpenici (i ginsenoidi), il panaxiatrolo (un triestere) e tracce di olio essenziale.
Uno studio del 2002 effettuato dalla Southern Illinois University School of Medicine (pubblicato negli annali della New York Academy of Sciences) ha scoperto che negli animali da laboratorio, entrambe le forme asiatica e americana del ginseng migliorano la libido e le prestazioni sessuali. Questi effetti possono non essere dovuti a cambiamenti nella secrezione ormonale, ma a un'azione diretta da parte dei componenti del ginseng sul sistema nervoso centrale e sui tessuti gonadici. Negli uomini, il ginseng può facilitare l'erezione del pene.
Il ginseng risulta contenere fitoestrogeni. In alcuni studi, è stato dimostrato che il ginseng può avere effetti stimolanti sull'ipofisi per aumentare la secrezione delle gonadotropine. Un altro studio ha trovato che nei topi giovani, accelera lo sviluppo degli organi riproduttivi, mentre in topi adulti di sesso maschile, stimola la produzione di sperma, e allunga il periodo di estro in topi di sesso femminile.
Uno studio del 2012 pubblicato dall'American Society of Clinical Oncology riferisce che il Panax quinquefolius (la varietà americana) sperimentato su pazienti affetti da tumore, riduce notevolmente la spossatezza data dalla malattia.

## Effetti collaterali
Secondo una frequente domanda sulla nutrizione sportiva, pubblicata da UMass Amherst, uno degli effetti indesiderati più comuni di questa pianta è l'insonnia. Tuttavia altre fonti affermano che il ginseng non causi disturbi del sonno.
Altri effetti possono includere nausea, diarrea, mal di testa, sangue dal naso, ipertensione, ipotensione, e dolore acuto al seno.
Il ginseng può anche portare a manie in pazienti depressi che lo assumono insieme ad antidepressivi della classe degli inibitori delle mono ammino ossidasi.

## Applicazioni
Il ginseng è una pianta nootropa o adattogena che favorisce un atteggiamento comportamentale maggiormente orientato alla reattività e all'attività, con conseguente sensazione di soggettivo benessere. Tale condizione di attività e di benessere produrrebbe secondariamente un'incentivazione delle attività organiche coinvolgenti il sistema circolatorio, muscolare e quindi anche poi immunitario e, di completo riflesso, lo stesso sistema nervoso.
È da considerare, soprattutto nella medicina tradizionale cinese, la forte connotazione simbolica che assume in genere il farmaco, spesso a funzione di placebo, nei confronti del benessere del paziente considerato individualmente. (In sintesi: è importante che "quel" paziente abbia una sensazione di aumentato benessere indipendentemente da attività farmacologiche). In tale interpretazione, il ginseng assume un'importanza esagerata per fattori che sono poco legati alla reale portata farmacologica, come è comunemente scientificamente intesa.
A semplice esempio, la pianta del ginseng è coltivata per produrre radici di "forma umana", o degli organi, cioè con ramificazioni che suggeriscono la forma degli arti, della testa, degli attributi sessuali dei due sessi, ecc.; gli agricoltori che riescono a riprodurre in maniera migliore tali forme riescono a spuntare alla vendita prezzi di tutto rispetto. Tali forme sarebbero in grado infatti di far svolgere alla radice attività curativa per le parti "rappresentate", secondo le intenzioni del paziente.
Se questa attività è considerabile come "medica", nel senso di migliorare la sensazione positiva percepita dal paziente, non lo è però dal punto di vista effettivamente farmacologico, come è normalmente inteso.